# Синдром Стендаля (фильм)
«Синдром Стендаля» (итал. La Sindrome di Stendhal) — триллер итальянского режиссёра Дарио Ардженто по роману итальянского психиатра Грациэллы Магерини.

## Сюжет
Флоренция. Маньяк-убийца играет в кошки-мышки с полицейской-детективом Анной, страдающей «синдромом Стендаля». Это психическое расстройство проявляется в том, что пациент настолько глубоко переживает сюжет художественного произведения, например полотна художника, что становится как бы участником
этой картины.
Зная эту слабость Анны, преступник назначает ей свидание в картинной галерее.

## В ролях
- Азия Ардженто — Анна Манни
- Томас Кречман — Альфредо Гросси
- Марко Леонарди — Марко Лонги
- Луиджи Диберти — инспектор Манетти
- Лучиа Стара — продавец в магазине
- Паоло Боначелли — доктор Каванна
- Лоренцо Креспи — Джулио
- Вероника Лазар – миссис Бейли

## Съёмочная группа
- Режиссёр: Дарио Ардженто
- Сценарий: Дарио Ардженто
- Продюсеры:
  - Джузеппе Коломбо
  - Дарио Ардженто
- Оператор: Джузеппе Ротунно
- Художник-постановщик: Антонелло Геленг
- Художник по костюмам: Лиа Морандини
- Композитор: Эннио Морриконе
- Монтаж: Анджело Николини